# Pleromelloida obliquata
Pleromelloida obliquata är en fjärilsart som beskrevs av Smith 1891. Pleromelloida obliquata ingår i släktet Pleromelloida och familjen nattflyn. Inga underarter finns listade i Catalogue of Life.